# Viorel Nicoară
Viorel Nicoară (ur. 27 września 1987 w Jałomicy) – rumuński piłkarz występujący na pozycji pomocnika. Od 2016 jest zawodnikiem zespołu Astra Giurgiu.

## Kariera klubowa
Jest wychowankiem Unirei Urziceni. W 2006 roku dołączył do kadry pierwszego zespołu. W sezonie 2007/2008 przebywał na wypożyczeniu w CSM Râmnicu Sărat. W latach 2008−2011 był zawodnikiem Victorii Brăneşti. W styczniu 2011 roku przeszedł za około 350 tysięcy euro do CFR 1907 Cluj. W 2013 został zawodnikiem Pandurii Târgu Jiu, a w 2016 Astry Giurgiu.

## Kariera reprezentacyjna
W reprezentacji Rumunii zadebiutował 10 sierpnia 2011 roku w meczu przeciwko San Marino (1:0).

## Sukcesy
- Mistrzostwo Rumunii (1): 2012